# Tripogon curvatus
Tripogon curvatus är en gräsart som beskrevs av Sylvia Mabel Phillips och Georg Oskar Edmund Launert. Tripogon curvatus ingår i släktet Tripogon och familjen gräs. Inga underarter finns listade i Catalogue of Life.